# 雪の宿/ふるさとは今もかわらず
『雪の宿/ふるさとは今もかわらず』（ゆきのやど/ふるさとはいまもかわらず）は、2012年11月21日に発売された新沼謙治52枚目のシングル。

## 解説
本題2曲は両A面シングルとして2012年11月21日、日本コロムビアより発売された。
ジャケットは新沼がデビュー当初から旧知のグラフィックデザイナー横尾忠則の描き下ろし。
「雪の宿」は、男女の恋愛模様を雪に託してしみじみと歌い上げている。岩手県大船渡市出身である新沼が、雪をテーマにヒットしたシングル「津軽恋女」等に連なる新沼演歌の世界を表現した作品。
「ふるさとは今もかわらず」は、2011年、新沼の故郷である岩手を中心に東北地方を襲った東北地方太平洋沖地震からの復興を願い「震災で傷ついたふるさとを励ましたい」思いで新沼が作詞・作曲を手掛けた。レコーディングにあたって、若年世代の女声コーラスの声を入れたいと考え、長崎県在住の知り合いの音楽教師に編曲依頼。
新沼の母校、大船渡市立第一中学校と長崎市立岩屋中学校、杉並児童合唱団のコーラスを参加させ、ふるさとの風景を思いながら新沼が爽やかに歌い上げている。
テレビ等で取り上げられると学校や合唱団から合唱譜の要望が発売元の日本コロムビアに殺到、同社ホームページ上に期間限定で楽譜を無料公開したところ3千件以上のダウンロードを記録。
本曲はテレビ出演等の反響を受け新編曲で後述シングル「ふるさとは今もかわらず シンフォニックVer./合唱Ver.」として翌2013年7月3日再リリース。同日発売の新沼のシングル「今きたよ」（日本コロムビア COCA-16744）にもカップリングとしてオリジナル版が収録。白石哲也による新たな編曲で合唱曲として同年11月発売の小学校教材用の譜面集『旅立ちの日に2 決定版!みんなでうたう卒業式の歌ベストセレクション（同声版）』（音楽之友社、ISBN 9784276571747）に採用。すみだ少年少女合唱団に新沼も加わり、新たにレコーディングされると同年11月20日発売タイアップCD『旅立ちの日に2 決定版!みんなでうたう卒業式の歌ベストセレクション（同声版）』（日本コロムビア COCE-38298）に収録された。

## 収録曲
1. 雪の宿（4分23秒）
作詞：幸田りえ／作曲：幸斉たけし／編曲：石倉重信
歌唱：新沼謙治
2. ふるさとは今もかわらず（4分5秒）
作詞・作曲：新沼謙治／編曲：尼崎裕子
歌唱：新沼謙治／コーラス：杉並児童合唱団、大船渡市立第一中学校特設合唱部、長崎市立岩屋中学校合唱部
3. 雪の宿（オリジナル・カラオケ）
4. ふるさとは今もかわらず（オリジナル・カラオケ）

## 収録アルバム
1. 『新沼謙治全曲集 雪の宿』
2. 『ツイン・パック』
3. 『新沼謙治 プレミアム・ベスト2013』
4. 『ふるさとの風景』 「ふるさとは今もかわらず（オリジナル）」、「ふるさとは今もかわらず（インストゥルメンタル）」収録
5. 『新沼謙治全曲集 今きたよ』…「雪の宿」収録

## ふるさとは今もかわらず シンフォニックVer./合唱Ver.
『ふるさとは今もかわらず シンフォニックVer./合唱Ver.』（ふるさとはいまもかわらず シンフォニック Ver./がっしょう Ver.）は、2013年7月3日に発売された新沼謙治・杉並児童合唱団のシングル。

### 解説
2013年4月9日放送『NHK歌謡コンサート』に新沼謙治が出演。「ふるさとは今もかわらず」を歌唱。出演に先立ちNHKより作曲家・ピアニストの村松崇継へ新たに編曲とピアノ演奏を依頼。ピアノとフルオーケストラによる伴奏と杉並児童合唱団によるコーラスとともに歌唱したところ視聴者からの大きな反響を呼ぶこととなった。この反響を受け5月28日の放送で再演。同番組における編曲によってフルオーケストラとともに新たにレコーディング、「ふるさとは今もかわらず（シンフォニックVer.）」と題して同7月3日に再発売されることになった。当初より合唱で歌いたいとの要望が多かったことから、カップリングには杉並児童合唱団が歌う「ふるさとは今もかわらず（合唱Ver.）」が収録。あわせてピアノ譜・合唱譜が特典として封入された 。「ふるさとは今もかわらず（合唱Ver.）」は配信限定のオリジナル企画として「ふるさとは今もかわらず（オルゴールVer.）」とともに同年9月4日に配信リリースされている（日本コロムビア COKM-32080）。

### 売上・受賞
発売週にはオリコンのCDシングル週間ランキングで25位にランクイン。新沼にとって1977年発売シングル「ヘッドライト」（27位）以来36年2か月ぶりのTOP30入りとなった。その後も有線チャートのトップ10を維持するなどロングヒットを記録。2013年・年間USEN HIT 演歌/歌謡曲ランキングで第4位にランクイン。同年末に第55回日本レコード大賞企画賞を受賞。

### 収録曲
1. ふるさとは今もかわらず（シンフォニックVer.）（4分10秒）
作詞・作曲：新沼謙治／編曲：村松崇継
歌唱：新沼謙治／コーラス：杉並児童合唱団
2. ふるさとは今もかわらず（合唱Ver.）（4分3秒）
作詞・作曲：新沼謙治／編曲：尼崎裕子
歌唱：杉並児童合唱団
3. ふるさとは今もかわらず（4分5秒）
作詞・作曲：新沼謙治／編曲：尼崎裕子
歌唱：新沼謙治／コーラス：杉並児童合唱団、大船渡市立第一中学校特設合唱部、長崎市立岩屋中学校合唱部
4. ふるさとは今もかわらず（シンフォニックVer.）（オリジナル・カラオケ コーラス入り）コーラス：杉並児童合唱団
5. ふるさとは今もかわらず（シンフォニックVer.）（オリジナル・カラオケ コーラスなし）
6. ふるさとは今もかわらず（合唱Ver.）（ピアノ伴奏）ピアノ伴奏：尼崎裕子

### 収録アルバム
1. 『新沼謙治全曲集 今きたよ』
「ふるさとは今もかわらず（シンフォニックVer.）」収録

## カバー
- レジェンド（2014年、シングル「ふるさとは今もかわらず」）[11]